# Crematogaster magnifica
Crematogaster magnifica är en myrart som beskrevs av Santschi 1925. Crematogaster magnifica ingår i släktet Crematogaster och familjen myror. Inga underarter finns listade i Catalogue of Life.